# 세르주 아카크포
세르주 오그나돈 아카크포(프랑스어: Serge Ognadon Akakpo, 1987년 10월 15일 ~ )는 토고의 전 축구 선수로, 현역 시절 포지션은 센터백이었다.

## 구단 경력
아카크포는 유소년 아카데미를 통과한 후 오세르에서 선수 생활을 시작했으며 2007년 7월, 오세르에서 1군 데뷔를 했다. 아카크포는 2009년 1월, 자유 이적으로 오세르를 떠나 루마니아의 리가 I 팀 바슬루이로 수익성이 좋은 계약으로 이적했다. 그는 그 후 슬로베니아와 슬로바키아에서 각각 첼레와 릴리나와 함께 시즌을 보냈다. 2014년, 아카크포는 우크라이나 클럽 호베를라 우지호로드에 합류했다. 그는 떠나기 전에 호베라에서 30번의 우크라이나 프리미어리그 경기에 출전했다. 아카크포는 2015년 TFF 1. 리그의 1461 트라브존에서 뛰다가 쉬페르리그의 트라브존스포르로 임대 이적하였고, 이후 7경기에 출전하여 영구 계약을 맺었다. 2017년 1월 31일, 아카크포는 튀르키예 2부 리그의 가지안테프 FK에 입단했다.

## 국가대표팀 경력
아카크포는 2008년부터 토고 국가대표팀을 대표하여 여러 차례 주장을 맡았다. 그는 2008년 9월 10일 칠릴라봄브웨에서 열린 잠비아와의 경기에서 토고 국가대표로 첫 국제 경기를 치렀다. 토고 국가대표로 출전하기 전에는 17세 이하와 19세 이하 프랑스 국가대표로 뛰었고 베냉 B 국가대표로도 한 경기를 뛰었다. 2010년 1월, 아카크포는 앙골라에서 열린 2010년 아프리카 네이션스컵에 가는 도중 토고 국가대표팀 버스가 총격을 당했을 때 관련 선수 중 한 명이었다.